# Paul Hunter (giocatore di snooker)
Paul Alan Hunter (Leeds, 14 ottobre 1978 – Huddersfield, 9 ottobre 2006) è stato un giocatore di snooker britannico.

## Biografia
Paul Hunter diventò un professionista nel 1995 e fin da subito mostrò notevoli qualità tanto da arrivare in semifinale al Welsh Open quando ancora non era tra i primi 128 del mondo. Proprio il torneo gallese fu il suo primo Titolo Ranking vinto in carriera, nel 1998 contro John Higgins 9-5. Nella stagione 2000-2001 l'inglese vinse il suo primo Masters in carriera battendo Fergal O'Brien. Hunter ripeté il successo anche l'anno dopo e nel 2004. Questo fu il suo ultimo torneo vinto, mentre l'ultimo giocato fu il Mondiale 2006 dove perse al primo turno contro Neil Robertson.
Nel marzo del 2005 gli fu diagnosticato un tumore neuroendocrino. È morto per la malattia nel 2006, pochi giorni prima del suo ventottesimo compleanno, alle 20:20 del 9 ottobre 2006 a Huddersfield. Tre giorni dopo fu osservato un minuto di silenzio prima dell'inizio di un match di Premier League, mentre al momento del funerale il suo migliore amico Matthew Stevens, insieme ad alcuni familiari, lo portò in spalla al cimitero. Nel 2010 è stato inserito il torneo Paul Hunter Classic nella stagione di snooker.

## Tornei vinti
| TITOLI RANKING | TITOLI RANKING |
| -------------- | -------------- |
| Competizione   | Anno           |
| Welsh Open     | 1998 - 2002    |
| British Open   | 2002           |

| TITOLI NON-RANKING | TITOLI NON-RANKING |
| ------------------ | ------------------ |
| Competizione       | Anno               |
| The Masters        | 2001 - 2002 - 2004 |

## Finali perse
| TITOLI RANKING       | TITOLI RANKING |
| -------------------- | -------------- |
| Competizione         | Anno           |
| Welsh Open           | 2001           |
| Players Championship | 2004           |